# Пауль Нойман
Пауль Нойман (нім. Paul Neumann; 13 червня 1875, Відень — 9 лютого 1932) — австрійський плавець і лікар, учасник літніх Олімпійських ігор 1896 року в Афінах, де став першим австрійським золотим медалістом.